# Корданс, Бартоломео
Бартоломео Корданс (итал. Bartolomeo Cordans; 12 марта 1700, Венеция — 14 мая 1757, Удине) — итальянский композитор и капельмейстер эпохи барокко.

## Биография
С 16 лет — монах-францисканец в Венеции. В 1724 году по папскому указу оставил монастырь; служил органистом и преподавал духовное пение при венецианской церкви Сан-Джакомо-ди-Риальто.
В 1735 году занял должность соборного капельмейстера в Удине.

## Творчество
Б. Корданс — автор ряда опер и духовной музыки.
С 1728 года занялся музыкальным творчеством, начав сочинять оперы для венецианских театров. Десятки этих опер Ormisda (1728), La generosita 'di Tiberio (1729), La Silvia (1730), Romilda (1731) и La Rodelinda (1732) утеряны, но либретто сохранились. Был преподавателем одной из четырёх известных венецианских музыкальных школ.
Поставил в Венеции ряд опер, написал множество церковных композиций. Несмотря на то, что Б. Корданс продавал целый ряд своих манускриптов, все же до нас дошло более 60 его месс (в том числе San Romualdo (оратория), Messa da Morti esequie a quattro con strumenti (1737), Messa da requiem in G minor (1738), Messa da Requiem, Missa due vocum aequalium), более 100 псалмов (частью двухорных), песнопений и литаний, а также большое количество мотетов.
В Удине Корданс сосредоточился исключительно на композиции церковной и инструментальной музыки. Он расширил оркестр в Удине, добавив гобои, флейты, тромбоны и рожки, который использовал в торжественных случаях.